# کرومووو گرادیشته
کرومووو گرادیشته (به بلغاری: Krumovo Gradishte) یک منطقهٔ مسکونی در بلغارستان است که در استان بورگاس واقع شده‌است.